# Gidsken Jakobsen
Gidsken Jakobsen född 1908 i Narvik, död 1990 i Mosjøen, var Norges andra kvinnliga pilot och räknas till en av landets främsta flygpionjärer.
Jakobsen genomgick tillsammans med Carl Gustaf von Rosen Carl Flormans nyöppnade AB Aero Materiels flygskola 1929, där hon hade Albin Ahrenberg som lärare. Hon genomförde sin första soloflygning efter fem timmars utbildning i dubbelkommando. Efter fullbordad utbildning köpte hon ett flygplan i Finland, VL Sääski II Måsen. Hon hade problem med en Junkersmaskin som den motorkunnige von Rosen arbetade med, och han flög ner maskinen till Malmö och AB Flygindustri några dagar senare. Som tack gav hon honom hälften av aktierna i Salangens gruva som hon ägde. Det var Norges då största järnmalmsfynd, men av så låg halt att den ansågs obrytbar.
Jakobsen var en av de första i Norge som bedrev yrkesmässig flygverksamhet. Hon startade ett flygbolag 1932 och blev den första kvinnliga ledaren för ett flygbolag i Skandinavien. Hon bedrev taxiflyg i Nordnorge och på Vestlandet. Verksamheten blev aldrig lönsam och avvecklades efter sju år. Hon försörjde sig på trävaruhandel. Efter andra världskriget blev hon anklagad för att ha samarbetat med tyskarna under ockupationen.